# 森嶋通夫
森嶋 通夫（もりしま みちお、1923年7月18日 - 2004年7月13日）は、日本の経済学者。ロンドン・スクール・オブ・エコノミクス名誉教授、同校サー・ジョン・ヒックス教授、大阪大学名誉教授。イギリス学士院会員。大阪府出身。

## 経歴
1923年に大阪市に生まれるが幼少期は神戸に在住し、1936年に神戸市の本山第一小学校を卒業する。七年制の旧制浪速高等学校を卒業後、1942年10月に京都帝国大学経済学部に進学する。大学在学中の1943年、学徒出陣により、20歳で徴兵される。1943年12月大日本帝国海軍に入隊し、通信学校を出た後、長崎の大村航空隊へ配属。暗号解読を担当する少尉として赴任した。大村航空隊では、通信将校として、数多くの特攻隊との通信、沖縄に向かった戦艦大和との通信、沖縄戦の通信などを担当した。
海軍中尉で敗戦を迎えた後、高田保馬・青山秀夫について経済学・社会学を学び、1946年に京都大学を卒業する。その後は経済学部の助手を経て、1950年27歳の若さで、京都大学経済学部の助教授となるが、1年後の1951年大阪大学法経学部助教授に転出する。1954年3月、大阪大学経済学部付属社会経済研究室の創設とともに、助教授として併任する。1963年に、40歳で大阪大学教授となる。1966年4月、大阪大学社会経済研究所に改組され、安井琢磨とともに日本における近代経済学研究の中心として広く世界に名を轟かせる存在となったといわれる。その後、研究所内部での意見対立もあって（依田高典は森嶋が日本を飛び出した理由を同僚との喧嘩別れとする）、1968年に渡英しエセックス大学客員教授、1970年からロンドン・スクール・オブ・エコノミクス (LSE) の教授として、1988年の定年まで在籍した。
LSEにおいては、1978年に Suntory Toyota International Centres for Economics and Related Disciplines（STICERD - 「スティカード」と発音）という研究所の設立に貢献し、初代所長となる。名前が示す通り、サントリーとトヨタからの寄付金を元に設立された研究所だが、イギリス学界では私企業からお金をもらって研究をすることは伝統的にタブーとされていて、そうした固定観念を変えるべく同僚の教授たちの説得に奔走した（その後、現在に至るまでSTICERDは、公共経済学、開発経済学、政治経済学の分野で多数の研究成果を経済学界に送り出している）。
1965年に41歳で日本人として初めてエコノメトリック・ソサエティー（国際計量 経済学会）会長に就任した（後に宇沢弘文 が1976年に、1994年に根岸隆が会長に就任）。

## 業績
森嶋の業績には3つのカテゴリーがあり、一番目はデヴィッド・リカードの体系に基づく均衡理論の動学化である。二番目は経済学に社会学的アプローチを加味した交響的経済学を提唱したことである。三番目はレオン・ワルラス、カール・マルクス、デヴィッド・リカードの経済学の学説史研究である。数理経済学者としてレオン・ワルラス、カール・マルクス、デヴィッド・リカード等の理論の動学的定式化に業績を残している。最も影響力を持つ研究はワルラス理論だが、マルクス理論を数理化させた「数理マルクス経済学」を手掛けている。弟子の小室直樹によれば、森嶋はノーベル経済学賞の候補として何度か名前が挙がっており、最も受賞に近かった日本人だという。
森嶋の経済学が注目された理由は、アメリカの経済成長理論は一部門または二部門を扱うモデルに過ぎなかったが、森嶋とヒックスは多部門セクターを扱う産業全体に対する一般均衡分析を動学化したことにあった。

## 人物
- 幼少期から正義感が強く、差別を嫌っていたエピソードとして、高校1年の夏休みに北京に住む父親を訪ねたときの列車の中での出来事がある[11]。
- 著作も多く、専門的な経済学書の他に『イギリスと日本』『なぜ日本は「成功」したか』などの日本社会論・『自分流に考える』『サッチャー時代のイギリス』などの政策評論など幅広い。1979年には、専門外の分野ではあるが、関嘉彦との間で防衛問題論争を行った(赤旗・白旗論)。
- 1970年の日経賞受賞を辞退した。価値自由論の立場から、新聞社は報道の自由の原則から、文化の内容に立ち入りその優劣の判定を行うべきではないとの信念からであった[12]。
- 1976年の文化勲章受章は、名誉はできるだけ受けるべきでないとの考え方から、辞退を考えていたが、年金がつくと知って受けることにした[12]。森嶋はその年金を日本－英国の学術交流に使い、若手社会学者への奨学金にもしていた。
- ロンドンの大学では、新入生への「経済学入門」から大学院の「現代経済学からマルクス」まで週6回の講義を引き受けていた。海外で講義を行うことについて、日本と違い縄張り意識がないから「お前がマルクスをやると困る」といったことがない、自由さは良いとして、日本で大学で講義を行う難しさをもらしたことがある[13]。
- 生涯関西弁を貫いた。
- 2004年8月には英タイムズ誌が紙面を半ページ割いて追悼記事を載せた[14]。また英インディペンデント紙も追悼記事を掲載した[15]。

## 学歴
- 1936年 本山第一尋常高等小学校卒業、旧制浪速高等学校尋常科入学
- 1943年 旧制浪速高等学校高等科文科乙類卒業
- 1946年9月 京都帝国大学経済学部卒業
- 1948年 京都大学大学院特別研究生第一期修了

## 職歴
- 1948年10月 京都大学経済学部助手
- 1950年
  - 1月 京都大学経済学部講師
  - 4月 京都大学教養部助教授
- 1951年 人事に抗議し京都大学退職、大阪大学法経学部助教授
- 1963年 大阪大学経済学部附属社会経済研究施設（現・大阪大学社会経済研究所）教授
- 1966年 大阪大学社会経済研究所教授
- 1968年 英国エセックス大学客員教授
- 1969年 同大学ケインズ客員教授
- 1969年 大阪大学退職
- 1970年 ロンドン・スクール・オブ・エコノミクス教授
- 1982年 ロンドン・スクール・オブ・エコノミクスジョン・ヒックス卿教授
- 1989年 定年退官

学外における役職
- Econometric Society（計量経済学会）会長（1965年）

## 恩師・弟子
恩師に高田保馬、青山秀夫。弟子に久我清（大阪大学名誉教授）、阪大時代の弟子に小室直樹、LSE時代のクリストファー・ピサリデス（ノーベル経済学賞受賞）がいる。

## 受賞歴・叙勲歴
- 1976年 - 文化功労者、文化勲章
- 1979年 - 第41回文藝春秋読者賞　著書『大論争・戦争と平和』（関嘉彦との共著）

## 著書

### 単著
- 『動學的經濟理論』（弘文堂, 1950年）

Dynamic economic theory,(Cambridge University Press, 1996).
- 『資本主義経済の変動理論――循環と進歩の経済学』（創文社, 1955年）
- 『産業連関と経済変動』（有斐閣, 1955年）
- 『産業連關論入門――新しい現実分析の理論的背景』（創文社, 1956年）
- Equilibrium stability, and growth: a multi-sectoral analysis, (Oxford University Press, 1964).
- Theory of economic growth, (Clarendon Press, 1969).
- Marx's economics: a dual theory of value and growth, (Cambridge University Press, 1973).

『マルクスの経済学――価値と成長の二重の理論』（高須賀義博訳, 東洋経済新報社, 1974年）
- 『近代社会の経済理論』（創文社, 1973年）

The economic theory of modern society, translated by D.W. Anthony, (Cambridge University Press, 1976).
- 『イギリスと日本――その教育と経済』（岩波書店[岩波新書], 1977年）
- 『続イギリスと日本――その国民性と社会』（岩波書店 [岩波新書], 1978年）
- Walras' economics: a pure theory of capital and money, (Cambridge University Press, 1977).

『ワルラスの経済学――資本と貨幣の純粋理論』（西村和雄訳, 東洋経済新報社, 1983年）
- 『自分流に考える――新・新軍備計画論』（文藝春秋, 1981年）
- The industrial state without natural resources: a new introduction to economics, (International Centre for Economics and Related Disciplines The LSEPS, 1983).

『無資源国の経済学――新しい経済学入門』（岩波書店, 1984年）
- Why has Japan succeeded: western technology and the Japanese ethos, (Cambridge University Press, 1982).

『なぜ日本は「成功」したか?――先進技術と日本的心情』（TBSブリタニカ, 1984年）
- The economics of industrial society, translated by Douglas Anthony, John Clark, and Janet Hunter, (Cambridge University Press, 1984).
- 『学校・学歴・人生――私の教育提言』（岩波書店 [岩波ジュニア新書], 1985年）
- 『サッチャー時代のイギリス――その政治、経済、教育』（岩波書店［岩波新書］, 1988年）
- Ricardo's economics: a general equilibrium theory of distribution and growth, (Cambridge University Press, 1989).

『リカードの経済学――分配と成長の一般均衡理論』（高増明・堂目卓生・吉田雅明訳, 東洋経済新報社, 1991年）
- 『政治家の条件――イギリス、EC、日本』（岩波書店 [岩波新書], 1991年）
- 『思想としての近代経済学』（岩波書店 [岩波新書], 1994年）
- Capital and credit: a new formulation of general equilibrium theory, (Cambridge University Press, 1992).

『新しい一般均衡理論――資本と信用の経済学』（安冨歩訳, 創文社, 1994年）
- 『日本の選択――新しい国造りにむけて』（岩波書店［同時代ライブラリー］, 1995年）
- 『血にコクリコの花咲けば――ある人生の記録』（朝日新聞社, 1997年／朝日文庫, 2007年）
- 『智にはたらけば角が立つ――ある人生の記録』（朝日新聞社, 1999年）
- 『なぜ日本は没落するか』（岩波書店, 1999年）
- Collaborative development in Northeast Asia, translated by Janet Hunter, (Macmillan Press, 2000).
- Japan at a deadlock (Macmillan Press, 2000).
- 『日本にできることは何か――東アジア共同体を提案する』（岩波書店, 2001年）
- 『終わりよければすべてよし――ある人生の記録』（朝日新聞社, 2001年）
- 『なぜ日本は行き詰まったか』（岩波書店, 2004年）

### 共著
- The Working of econometric models, with Y. Murata, T. Nosse and M. Saito, (Cambridge University Press, 1972).
- Theory of demand:real and monetary, with M. G. Allingham et al., (Clarendon Press, 1973).
- Value, exploitation and growth: Marx in the light of modern economic theory, with George Catephores, (McGraw-Hill, 1978).

『価値・搾取・成長――現代の経済理論からみたマルクス』（高須賀義博・池尾和人訳, 創文社, 1980年）

### 共編著
- （篠原三代平・内田忠夫）『新しい経済分析――理論・計量・予測』（創文社, 1960年）
- （川口慎二・熊谷尚夫）『経済学入門』（有斐閣, 1967年／新版, 1975年）
- （伊藤史朗）『経済成長論――リーディングス』（創文社, 1970年）
- （能勢哲也）『サービス産業と福祉政策――イギリスの経験』（創文社, 1987年）

### 著作集
- 『森嶋通夫著作集』（岩波書店, 2003年-2005年）

1. 「動学的経済理論」
2. 「均衡・安定・成長」
3. 「経済成長の理論」
4. 「資本と信用」
5. 「需要理論――実物と金融」
6. 「リカードの経済学」
7. 「マルクスの経済学」
8. 「価値・搾取・成長」
9. 「ワルラスの経済学」
10. 「ケインズの経済学」
11. 「計量経済モデルはどう作動するか」
12. 「近代社会の経済理論」
13. 「なぜ日本は「成功」したか?」
14. 「なぜ日本は行き詰ったか」

### 主要学術論文
- "On the Laws of Change of the Price System in an Economy which Contains Complementary Goods", 1952, Osaka Economic Papers.
- "Consumer Behavior and Liquidity Preference", 1952, Econometrica
- "An Analysis of the Capitalist Process of Reproduction", 1956, Metroeconomica.
- "Notes on the Theory of Stability of Multiple Exchange", 1957, Review of Economic Studies.
- "A Contribution to the Non-Linear Theory of the Trade Cycle", 1958, ZfN.
- "A Dynamic Analysis of Structural Change in a Leontief Model", 1958, Economica.
- "Prices Interest and Profits in a Dynamic Leontief System", 1958, Econometrica.
- "Some Properties of a Dynamic Leontief System with a Spectrum of Techniques", 1959, Econometrica.
- "Existence of Solution to the Walrasian System of Capital Formation and Credit", 1960, ZfN.
- "On the Three Hicksian Laws of Comparative Statics", 1960, Review of Economic Studies.
- "A Reconsideration of the Walras-Cassel-Leontief Model of General Equilibrium", 1960, in Arrow, Karlin and Suppes, editors, Mathematical Methods in the Social Sciences.
- "Economic Expansion and the Interest Rate in Generalized von Neumann Models", 1960, Econometrica.
- "Proof of a Turnpike Theorem: The `No Joint Production' Case", 1961, Review of Economic Studies.
- "Aggregation in Leontief Matrices and the Labor Theory of Value", with F. Seton, 1961, Econometrica.
- "Generalizations of the Frobenius-Wielandt Theorems for Non- Negative Square Matrices", 1961, J of London Mathematical Society.
- "The Stability of Exchange Equilibrium: An alternative approach", 1962, International Economic Review.
- "A Refutation of the Non-Switching Theorem", 1966, Quarterly Journal of Economics.
- "A Generalization of the Gross Substitute System", 1970, Review of Economic Studies.
- "Consumption-Investment Frontier, Wage-Profit Frontier and the von Neumann Growth Equilibrium", 1971, ZfN.
- "The Frobenius Theorem, Its Solow-Samuelson Extension and the Kuhn-Tucker Theorem", with T. Fujimoto, 1974, Journal of Mathematical Economics.
- "General Equilibrium Theory in the 21st Century", 1991, Economic Journal.